# نورمان تيبيت
نورمان بيريسفورد تيبيت، أو البارون تيبيت، الحائز على وسام رفقاء الشرف وعضو المجلس الخاص للمملكة المتحدة، (29 مارس 1931) هو سياسي بريطاني. كان تيبيت عضوًا في حزب المحافظين، وعمل في مجلس الوزراء منذ 1981 حتى 1987 في منصب وزير الدولة للعمل (1983-1981)، ووزير الدولة للتجارة والصناعة (1985-1983)، ومستشارًا لدوقية لانكستر ورئيسًا للحزب المحافظ (1985-1987). كان عضوًا في برلمان المملكة المتحدة منذ 1970 حتى 1992، إذ مثل فيه دائرتي إيبّينغ (1974-1970) وتشينغفورد (1992-1974).
أصيب تيبيت في عام 1984 بجروح في تفجير الجيش الجمهوري الأيرلندي المؤقت لفندق غراند برايتون، الذي مكث فيه خلال مؤتمر حزب المحافظين. أُصيبت زوجته مارغريت بإعاقة دائمة بعد الانفجار. ترك تيبيت الحكومة بعد الانتخابات العامة لعام 1987 لرعاية زوجته.
نظر تيبيت في الترشح لقيادة حزب المحافظين بعد استقالة مارغريت تاتشر في عام 1990؛ ولكنه توصل إلى قرار عدم الترشح بسبب تعهده مسبقًا لزوجته بالتقاعد من سياسات الخطوط الأمامية. لم يرشح نفسه لإعادة انتخابه كنائب عن تشينغفورد في عام 1992؛ ومُنِح النبالة مدى الحياة بالجلوس في مجلس اللوردات باسم البارون تيبيت من تشينغفورد. تقاعد من مجلس اللوردات في 31 مارس 2022.

## بعد الخروج من مجلس العموم
قرر تيبيت عدم الترشح لانتخابات عام 1992 لتكريس المزيد من الوقت لرعاية زوجته. حصل بعد الانتخابات على رتبة النبلاء ودخل مجلس اللوردات باسم البارون تيبيت من تشينغفورد في منطقة والتهام فورست، إحدى قصبات لندن، في 6 يوليو 1992. جُمِع مقعده السابق في تشينغفورد في عام 1997 مع مقعد وودفورد غرين في خضم تغييرات حدودية، وعُقِد لصالح حزب المحافظين من قبل خليفته وتلميذه إيان دنكن سميث. اشتهر قول تيبيت: «إذا كنت تعتقد أنني من الجناح اليميني، فعليك مقابلة هذا الرجل».

### وجهات نظر سياسية أخرى

#### المساعدات الخارجية
انتقد اللورد تيبيت المساعدة لأفريقيا في حديثه في مجلس اللوردات في 26 نوفمبر 1996؛ فقال إن معظم المساعدات المرسلة إلى أفريقيا تذهب إلى «منبع الظلم والفساد والعنف» ولا تفعل شيئًا يذكر لمساعدة الفقراء. قال متحدث باسم منظمة أوكسفام الخيرية إن وجهة نظر تيبيت «تبسيطية وغير مفيدة». دافع اللورد تيبيت في وقت لاحق عن تصريحه بأن معظم الأموال تذهب «إلى جيوب» السياسيين «لشراء أسلحة لأمراء الحرب».

#### المثلية الجنسية
قال تيبيت في رسالة إلى صحيفة ديلي تلغراف في نوفمبر 1998 إنه يجب منع المثليين من تولي منصب وزير الداخلية. قال متحدث باسم حزب المحافظين إن تيبيت كان «بعيد المنال»، وقال المتحدث الرسمي باسم ويليام هيغ، زعيم حزب المحافظين آنذاك، إن هيغ لا يتفق مع تيبيت. كتب في مدونته في صحيفة تلغراف في عام 2013 عن تغير وجهات نظره بشأن ما إذا كان بإمكان الشخص المثلي جنسيًا أن يكون وزيرًا للداخلية.
عارض تيبيت قانون الشراكة المدنية للحكومة البريطانية في عام 2004. قال أيضًا في مقابلة مع جريدة ذا بيغ إيشو في مايو 2013 إن تصميم حكومة الائتلاف على تمرير مشروع قانون الزواج (الزواج من نفس الجنس) أدى إلى نفور القواعد الشعبية للمحافظين. تكهن أيضًا أن ذلك قد يعني أنه يمكن لملكة مثلية أن تلد ملكًا في المستقبل عن طريق التلقيح الاصطناعي؛ وأن التشريع قد يسمح له بالزواج من ابنه هربًا من ضريبة الميراث.
قال تيبيت في عام 2018 إنه لن يحضر الخدمات الكنسية في كاتدرائية القديس إيدموندبيري التي أجراها العميد الجديد جو هاوز، وذلك بسبب كون هاوز شريكًا لرجل دين آخر. وصف تيبيت هاوز بأنه «لوطي». قال هاوز إنه لم يشعر «بأي سوء نية على الإطلاق» تجاه تيبيت بسبب تعليقاته؛ وقال: «لطالما أعجبت بالطريقة التي اعتنى بها اللورد تيبيت بزوجته بمثل هذا الإخلاص في أعقاب قنبلة برايتون».

#### أيرلندا الشمالية
تحدث تيبيت في أكتوبر 1999 ضد خطط إلغاء شرطة ألستر الملكية؛ وقال إنه كان ضد إلقاء اسم الشرطة وشعارها في «قمامة التحديث»؛ وأن شرطة ألستر الملكية كانت «الخط الأخضر الرفيع الذي يقف بين الفوضى الدموية وسيادة القانون». سخر تيبيت من تعهد بلير في مؤتمر حزب العمال المتمثل في «إطلاق سراح الناس»؛ قائلًا: «أطلق بلير سراح أكثر من 250 إرهابيًا ومفجرًا ومبتزًا؛ وذلك بالإضافة إلى إطلاق سراح مطلقين النار على الركب والخاطفين ومفتعلي الحرائق والقتلة، ولكن ضحاياهم ما زالوا مسجونين، فبعضهم مسجون بأجساد مكسورة، والبعض الآخر مسجون حزنًا على أحبائهم، وبعضهم مسجون بالموت في قبورهم».

#### أطراف أخرى
قال تيبيت في مقال لصحيفة ذا سبكتاتور في مايو 2001 إن عملاء جهاز الأمن البريطاني المتقاعدين من وزارة الخارجية تسللوا إلى حزب استفتاء جيمس غولدسميث في تسعينات القرن العشرين، وتسللوا لاحقًا إلى حزب استقلال المملكة المتحدة. دعا تيبيت إلى تحقيق مستقل في الأمر.

#### إضراب عمال المناجم
قال تيبيت في عام 2009 إنه نادم على إضراب عمال المناجم البريطانية (1985-1984):
تمتعت مجتمعات التعدين تلك بقيم جيدة للطبقة العاملة وإحساس بالقيم الأسرية. أنجز الرجال عملًا ثقيلًا حقيقيًا في الحفرة. كانت هناك أيضًا بعض المجتمعات المتماسكة جدًا، والتي تمكنت من التعامل مع عدد قليل من الأطفال المزعجين، الذين يؤخذون، في حالة تسببهم لأي مشكلة، إلى الخلف ويعاقبون عقابًا خفيفًا فقط. تعرضت العديد من هذه المجتمعات للدمار التام، وتحول الناس العاطلين عن العمل إلى المخدرات، ولم يكن هناك عمل حقيقي لأي رجل بسبب عدم توفر الوظائف. أدى ذلك بلا شك إلى انهيار هذه المجتمعات مع تفكك العائلات وخروج الشباب عن السيطرة. ازداد نطاق عمليات الإغلاق، وكانت أضرار الإضراب التي لحقت بهذه المجتمعات جسيمة.

#### الهجرة
كتب تيبيت في ديلي تلغراف في يونيو 2014 ردًا على مؤامرة إسلامية مزعومة للتسلل إلى المدارس في برمنغهام: «لا ينبغي لأحد أن يفاجأ بما كان يحدث في المدارس في برمنغهام. هذا بالضبط ما كنت أتحدث عنه لأكثر من من 20 عامًا، والذي كان إينوك بأول يحذر منه قبل ذلك بوقت طويل. استوردنا عددًا كبيرًا جدًا من المهاجرين الذين أتوا إلى هنا ليس للعيش في مجتمعنا، ولكن لاستنساخ مجتمعات أوطانهم هنا».

#### خطاب «الأجانب»
انتقد اللورد تيبيت في عام 2017 تعديل اللوردات على مشروع قانون انسحاب بريطانيا من الاتحاد الأوروبي؛ والذي من شأنه أن يضمن حقوق مواطني الاتحاد الأوروبي في العيش والعمل داخل المملكة المتحدة بعد انسحاب بريطانيا من الاتحاد الأوروبي. انتقد أيضًا اللوردات لأنهم «لا يفكرون إلا في حقوق الأجانب» و«رعاية الأجانب وليس البريطانيين»؛ وذلك عندما كانت تيريزا ماي تأمل في ترك هذا التعديل خارج مشروع القانون لتأمين حقوق المواطنين البريطانيين الذين يعيشون في دول الاتحاد الأوروبي بعد انسحاب بريطانيا من الاتحاد الأوروبي. أنتجت تعليقاته «صيحات عالية» من غالبية أقرانه، ولكنها حصلت على دعم مسموع من قبل عدد من مقاعد المحافظين، وأضاف: «ليس لدينا القوة لرعاية مواطنينا في الخارج في هذه الأيام التي لا نملك فيها الكثير من الزوارق الحربية».